# Governatorato di Salfit
Il governatorato di Salfit è uno dei sedici governatorati dello Stato di Palestina, in Cisgiordania.

## Geografia antropica

### Città
- Salfit

### Località
- Biddya
- Bruqin
- Deir Ballut
- Deir Istiya
- Farkha
- Haris
- Iskaka
- Kafr ad-Dik
- Kifl Haris
- Marda
- Mas-ha
- Qarawat Bani Hassan
- Qira
- Rafat
- Sarta
- Yasuf
- Az-Zawiya